# Akciabr (rejon łohojski)
Akciabr (biał. Акця́бр, ros. Октябрь; pol. hist. Chotajewicze) – agromiasteczko na Białorusi w rejonie łohojskim obwodu mińskiego. W 1939 r. zmieniono nazwę miejscowości na Okciabr.
Miejscowość położona jest przy drodze z Ziembina do Mołodeczna.

## Historia
W XVII wieku Chotajewicze były dziedzictwem Barbary Konstancji z Kowerczyńskich, księżnej Druckiej-Horskiej. Znajdował się tam w przeszłości klasztor dominikanów, skasowany przez władze rosyjskie w 1832 r. Dominikanie przebywali tam w latach 1681-1830. W kościele pw. św. Barbary znajdowały się znakomite organy. Wedle źródeł dominikańskich organistą do 1689 r. był o. Wincenty Bielakowski.
Przed 1914 r. znajdował się tam drewniany kościół parafialny pw. św. Ducha, wzniesiony w roku 1803. W Chotajewiczach znajdował się majątek rodziny Reklewskich zajmujący w 1909 r. obszar około 400 dziesięcin.
W 1843 r. proboszczem parafii w Chotajewiczach był ks. Hieronim Wasilewski, a wikarym ks. Stanisław Jurgiłowski z zakonu franciszkanów.
W pobliskich Wardomiczach (parafia Chotajewicze) urodziła się 19 stycznia 1866 r. Maria Witkowska, która zorganizowała w 1887 r. w Warszawie ukryte Zgromadzenie Sióstr Najświętszego Imienia Jezus pod opieką Najświętszej Maryi Panny Wspomożenia Wiernych.
Dnia 28 maja 1920 r. pod Chotajewiczami 1 Dywizjon Artylerii Konnej im. gen. Józefa Bema stoczył potyczkę z bolszewikami.
W czasie II wojny światowej od 22 września 1941 do 9 listopada 1941 r. proboszczem parafii w Okciabrze był bł. ks. Henryk Hlebowicz, zamordowany 9 listopada w okolicy Borysowa, najprawdopodobniej przez białoruską policję.